# Luis Antonio Martínez
Luis Martínez (24 de abril de 1987; Zacapoaxtla, Puebla) es un futbolista mexicano, juega en la posición de mediocampista y desde 2019 está sin equipo tras militar en el extinto equipo Veracruz de la Primera División de México.

## Trayectoria
Se formó en las categorías inferiores de los Tiburones Rojos donde debutó en la Primera División, tuvo varios torneos jugados en el conjunto escualo, entre ellos el descenso en el torneo clausura 2008 y luego pasó a los Albinegros de Orizaba, club que militaba en la liga de ascenso; en donde disputó un total de cinco torneos.
Para las transferencias de 2011 fue traspasado a La Piedad club donde se consolidó como titular indiscutible y artífice en el 2012 donde en la final metió el gol del campeonato del conjunto del bajío. A la postre en la Final de Ascenso 2012-13 ejecutó el quinto penal que les dio el ascenso a Reboceros frente al equipo de Toros Neza.
Para el 2013 siguió con el plantel de primera división en la metamorfosis con mudanza a Veracruz. A su regreso a la Primera División con los Tiburones Rojos de Veracruz vivió con su equipo con el que debutó el título de copa México en 2016, además jugó dos liguillaslas por el título de primera división en ambos torneos de 2015.
En diciembre de 2019 luego de la culminación del torneo apertura el equipo jarocho fue desafiliado por deudas de pagos a la Liga MX y sueldos pendientes con sus futbolistas, por este motivo sus jugadores se quedaron sin equipo para el torneo Clausura 2020. Entre ellos estaba el gori Martínez que desde entonces se encuentra inactivo.

## Clubes
| Club      | País   | Año        |
| --------- | ------ | ---------- |
| Veracruz  | México | 2005- 2009 |
| Orizaba   | México | 2009-2011  |
| La Piedad | México | 2011-2013  |

## Palmarés

### Campeonatos nacionales
| Título                    | Club      | País   | Año           |
| ------------------------- | --------- | ------ | ------------- |
| Ascenso MX                | La Piedad | México | Apertura 2012 |
| Final de Ascenso          | La Piedad | México | 2013          |
| Copa México Clausura 2016 | Veracruz  | México | 2016          |